# Chōjinki Metalder
Chōjinki Metalder (jap. 超人機メタルダー Chōjinki Metarudā; Super Android Metalder) – japoński serial tokusatsu z roku 1987, wyprodukowany przez Toei Company. Należy do gatunku Metalowi herosi, jest jego szóstą i najkrótszą częścią. Serial liczył 39 odcinków. Podobnie jak seriale z gatunku Super Sentai był emitowany na kanale TV Asahi.
Pierwszy odcinek wyemitowano 16 marca 1987 roku, ostatni zaś 17 stycznia 1988. W 2007 roku wszystkie odcinki zostały wydane na DVD.

## Fabuła
W roku 1945, doktor Ryūichirō Koga na zlecenie armii japońskiej tworzy ostateczną broń przeciwko USA, którą Japończycy mogli wykorzystać do wygrania Wojny na Pacyfiku. Tą bronią jest super zaawansowany robot – Metalder. Koga zbudował go na wzór swojego syna Tatsuo, który zginął podczas wojny. Jako pacyfista, Koga był przeciwny wojnie. Postanowił więc dezaktywować swoje dzieło i przeniósł się do NASA.
42 lata później, współpracownik doktora Kogi, major Muraki staje się Bogiem Nerosem, przywódcą złego Imperium Neros. Wysłał swoje 4 armie aby zabiły Kogę, który dowiedziawszy się o zamiarach kolegi postanowił uruchomić Metaldera by walczył z nimi. Z początku Metalder (w ludzkiej postaci znany jako Ryūsei Tsurugi) nie rozumiał poleceń swego twórcy. Doktor Koga zostaje zabity przez jednego z wojowników Neros. Dopiero wtedy Ryūsei Tsurugi zrozumiał, że musi walczyć z Nerosem i pod wpływem wściekłości wraca do swej prawdziwej postaci.

## Bohaterowie
- Metalder (jap. メタルダー Metarudā) / Ryūsei Tsurugi (jap. 剣 流星 Tsurugi Ryūsei)  robot stworzony przez doktora Kogę pod koniec II wojny światowej jako ostateczna broń przeciw Amerykanom. Metalder ukryty był w tajnej bazie i nie działał przez 42 lata, dopóki w 1987 roku nie uruchamia go jego własny twórca by robot walczył przeciwko Imperium Neros. Jego ludzka postać – Ryūsei Tsurugi była stworzona na wzór syna doktora Kogi – Tatsuo, który zginął na wojnie. Jego energia bierze się z wściekłości, stąd potrafi się przemienić wyłącznie gdy jest zdenerwowany i krzyknie "Furia" (Ikaru). Metalder z wyglądu to robot, którego prawa strona jest koloru niebieskiego (z większą mechaniką), lewa zaś jest czerwona (mniej zmechanizowana). Dzięki specjalnemu modułowi Metalder posiada uczucia i sztuczną inteligencję – potrafi wybierać co jest dobre, a co złe. Podobnie jak jego pierwowzór, Metalder interesuje się muzyką i gra na saksofonie. W finale Hakkō Kita uratował go od autodestrukcji, kosztowało to robota utratą jego człowieczeństwa.
- Mai Ōgi (jap. 仰木　舞 Ōgi Mai) – pierwsza przyjaciółka Metaldera. Pracuje robiąc zdjęcia do gazety.
- Hakkō Kita (jap. 北　八荒 Kita Hakkō) – zawodowy motocyklista, wcześniej szef gangu. Postać komiczna. Hakkō dołącza do Metaldera w odcinku 16. Każda jego próba walki kończy się jego poniżającą przegraną. W ostatnim odcinku ratuje Metaldera przed wybuchem, jednak robot traci swoją ludzką postać.
- Springer (jap. スプリンガー Supringā) – pierwszy wynalazek doktora Kogi. Jest to robot w kształcie psa. Ochrania tajną bazę Metaldera, potrafi mówić.
- Top Gunder – zdrajca Neros. Wcześniej należał do armii robotów dowodzonej przez Walskiego. Jest prawie tak silny jak Metalder. Samotny wilk, który gra fair. Z początku miał za zadanie zniszczyć Metaldera w pojedynkę, jednak stali się przyjaciółmi. Został zabity w 37 odcinku przez Boga Neros.
- Doktor Ryūichirō Koga (jap. 古賀 竜一郎 Koga Ryūichirō) – naukowiec, który w 1945 roku stworzył Metaldera jako tajną broń przeciwko USA, jednak był pacyfistą i ukrył swoje dzieło. Potem przeniósł się do USA gdzie dostał pracę w NASA. W 1987 roku dowiaduje się o złych planach jednego z jego dawnych współpracowników- Gōzō Kirihary, który stał się Bogiem Neros i chce zawładnąć światem. W tym celu wraca do Japonii by aktywować Metaldera. Ginie zabity przez jednego z żołnierzy Neros.
- Tatsuo Koga (jap. 古賀 竜夫 Koga Tatsuo) – pierwowzór Tsurugiego. Jedyny syn doktora Kogi, należał do pierwszej dywizji kamikaze. Grał na skrzypcach. Zginął w październiku 1944 roku.
- Shingo Ōgi (jap. 仰木 信吾 Ōgi Shingo) – ojciec Mai, dziennikarz z Waszyngtonu, który dowiedział się o istnieniu Neros.

## Neros
Imperium Neros (ネロス帝国 Nerosu Teikoku) jest sekretną organizacją, kryjącą się za Koncernem Kirihara. Sprawuje ona kontrolę nad wszystkimi organizacjami przestępczymi na świecie. Neros dąży do militarnej i finansowej dominacji nad światem. Prominentni członkowie Neros spotykają się w miejscu zwanym Bankiem Duchów, skąd otrzymują rozkazy od ich przywódcy - Boga Neros. Grupa ta dzieli się na 4 frakcje zbrojne, a każdy członek, tak jak w prawdziwym wojsku posiada stopień. 
- Gōzō Kirihara/Bóg Neros (桐原 剛造/ゴッドネロス Kirihara Gōzō/Goddonerosu) – uważający się za boga przywódca Neros, który dąży do podboju świata poprzez zdominowanie światowej gospodarki i rynku zbrojeniowego. Naprawdę nazywa się Kunio Muraki (村木 國夫 Muraki Kunio), był majorem japońskiej armii i uczestniczył w stworzeniu Metaldera. Za prowadzenie nielegalnych eksperymentów na jeńcach w Singapurze został skazany na śmierć, jednak przekupił rządzących, sfingował swą egzekucję i uciekł do USA, gdzie zabijał szefów gangów, kradł ich majątki i zdobył dominację nad światkiem przestępczym. Za zdobyte pieniądze przeszedł operację plastyczną i pod nową tożsamością zbudował Koncern Kirihara. Pod przykrywką bycia szefem imperium finansowego i filantropem knuje swe zamiary. Kiedy wkracza do Banku Duchów przechodzi mutację w cyborga - Boga Neros. Pod koniec śmierci zamienia się na ciała z Coolginem, finguje swój zgon i zabija Top Gundera. Metalder jednak pokonuje go w Banku Duchów i zabija go ścinając mu głowę.
- Coolgin (クールギン Kūrugin) – zastępca Boga Neros, przywódca armii uzbrojonych wojowników.
- Walski (ヴァルスキ Varusuki) – przywódca armii robotów bojowych.
- Geldoring (ゲルドリング Gerudoringu) – przywódca armii mutantów.
- Dranger (ドランガー Dorangā) – przywódca artylerii.
- Sekretarki S i K – (美人秘書KとS Bijin Hisho Kē to Esu)

## Obsada
- Ryūsei Tsurugi, Tatsuo Koga: Akira Senō
  - Metalder: Kazuyoshi Yamada, Noriaki Kaneda (kostium), Michirō Iida (głos)
- Mai Ōgi: Hiroko Aota
- Kita Hakkō: Kazuoki Takahashi (także Hayate Shō/Change Gryf z Changeman)
- Springer: Genpei Hayashiya (głos)
- Kunio Muraki/Gōzō Kirihara: Shinji Tōdō
  - Bóg Neros: Takeshi Watabe (głos)